# Saint-Julien-d'Eymet
Pour les articles homonymes, voir Saint-Julien.
Saint-Julien-d'Eymet est une ancienne commune française située dans le département de la Dordogne, en région Nouvelle-Aquitaine.
Au 1er janvier 2019, elle est intégrée à la commune nouvelle de Saint-Julien-Innocence-Eulalie en tant que commune déléguée.

## Géographie

### Généralités

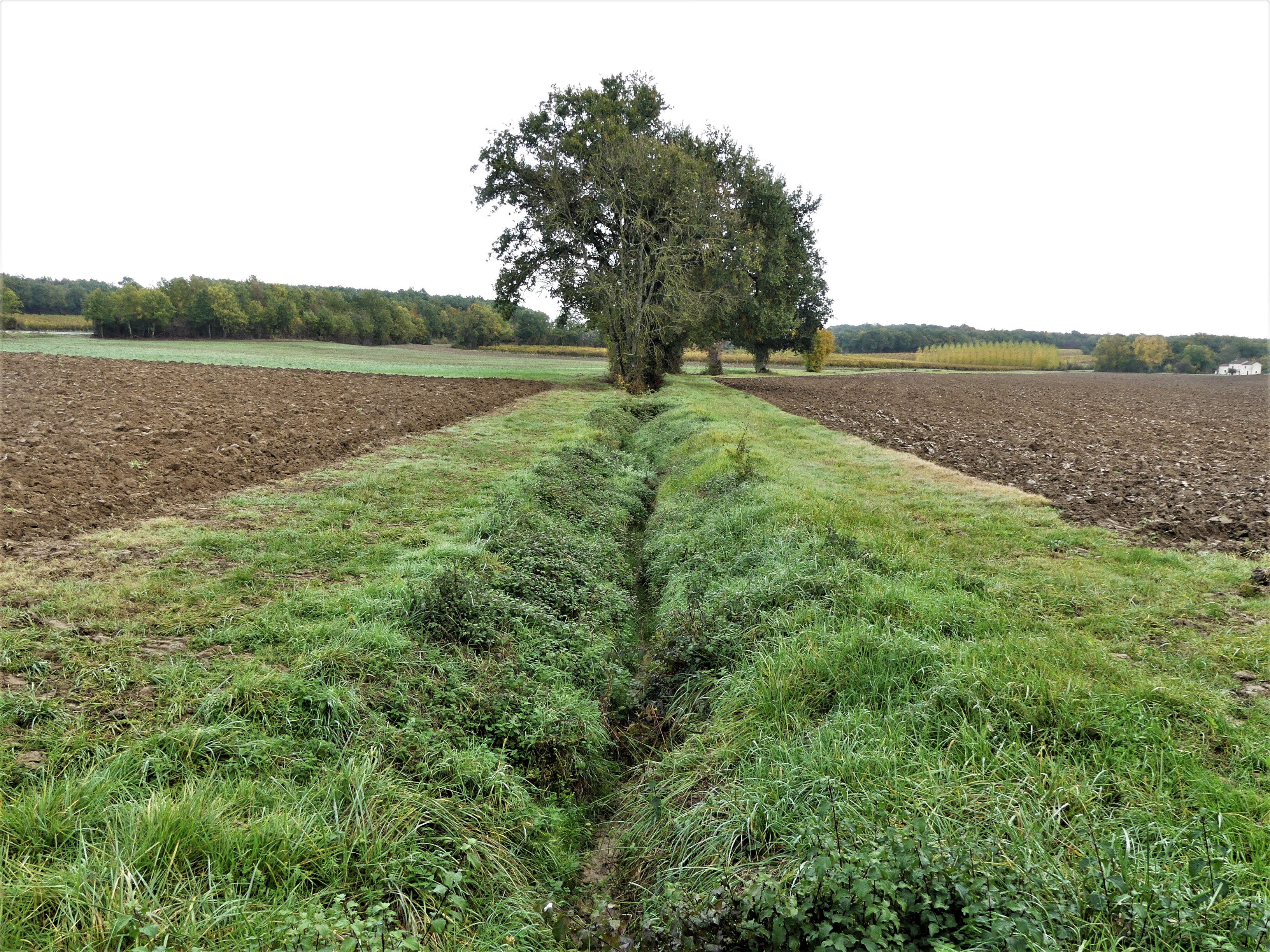
L'Escourou en limites de Mescoules et Saint-Julien-d'Eymet.

Située dans le quart sud-ouest du département de la Dordogne, en Bergeracois, la commune déléguée de Saint-Julien-d'Eymet s'étend sur 5,81 km2. Représentant la partie orientale de la commune nouvelle de Saint-Julien-Innocence-Eulalie, elle est bordée au nord par l'Escourou et au sud-est par le ruisseau du Réveillou, deux ruisseaux affluents du Dropt.
L'altitude minimale avec 78 mètres se trouve localisée au sud, près du lieu-dit Parparoisse, là où le ruisseau du Réveillou quitte la commune et sert de limite entre celles de Fonroque et Razac-d'Eymet. L'altitude maximale avec 166 mètres est située à l'extrême nord-est, au lieu-dit Franciment, en limite de Singleyrac. Sur le plan géologique, le sol se compose principalement de calcaire et de molasse oligocènes.
À l'écart des routes principales, le bourg de Saint-Julien-d'Eymet se situe en distances orthodromiques, sept kilomètres au nord-est d'Eymet et quinze kilomètres au sud sud-ouest de Bergerac.
Le territoire est desservi par la route départementale 933 (l'axe Bergerac-Marmande).

### Communes limitrophes

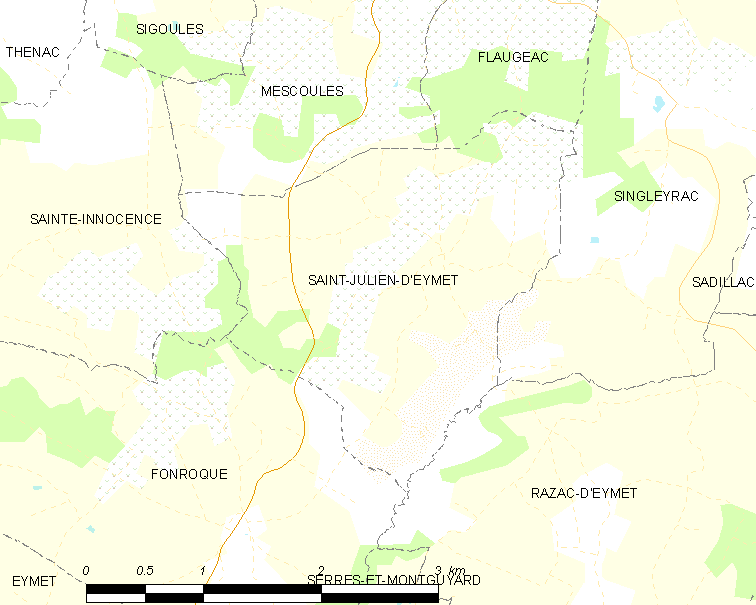
Carte de Saint-Julien-d'Eymet et des communes avoisinantes en 2018, avant la création des communes nouvelles de Saint-Julien-Innocence-Eulalie et Sigoulès-et-Flaugeac.

En 2018, année précédant la création de la commune nouvelle de Saint-Julien-Innocence-Eulalie, Saint-Julien-d'Eymet était limitrophe de six autres communes. Au sud, son territoire était distant de moins de 500 mètres de celui de Serres-et-Montguyard.
|                  | Mescoules            | Flaugeac      |
| Sainte-Innocence | Saint-Julien-d'Eymet | Singleyrac    |
| Fonroque         |                      | Razac-d'Eymet |

## Urbanisme

### Villages, hameaux et lieux-dits
Outre le bourg de Saint-Julien-d'Eymet proprement dit, le territoire se compose d'autres villages ou hameaux, ainsi que de lieux-dits :
- Bois de Champrier
- les Bories Basses
- les Bories Hautes
- Champrier
- Fonjuliane
- la Font du Loup
- Franciment
- Grande Fougueyrat
- la Grande Vigne
- Jean Géraud
- le Mazagot
- Parparoisse
- la Tuilière
- le Vigneau.

## Toponymie
La plus ancienne mention écrite connue du lieu date de l'an 1365 sous la forme Sanctus Julianus, dépendant de la châtellenie de Puyguilhem|Puy-Guilhem.
Sur la carte de Cassini représentant la France entre 1756 et 1789, le village est identifié sous le nom de Saint Julien.
Le nom de la commune fait référence à saint Julien, martyr chrétien au début du IVe siècle, la seconde partie du nom marquant la proximité de la bastide d'Eymet.
En occitan, la commune se nomme Sent Júlian d'Aimet.

## Histoire
Le territoire communal a été occupé par des humains dès l'époque paléolithique.
Au 1er janvier 2019, la commune fusionne avec Sainte-Eulalie-d'Eymet et Sainte-Innocence pour former la commune nouvelle de Saint-Julien-Innocence-Eulalie. À cette date, les trois communes fondatrices deviennent communes déléguées.

## Politique et administration

### Rattachements administratifs et électoraux
Dès 1790, la commune de Saint-Julien-d'Eymet est rattachée au canton d'Eymet qui dépend du district de Bergerac jusqu'en 1795, date de suppression des districts. En 1801, le canton est rattaché à l'arrondissement de Bergerac.
Dans le cadre de la réforme de 2014 définie par le décret du 21 février 2014, ce canton disparaît aux élections départementales de mars 2015. La commune est alors rattachée au canton du Sud-Bergeracois.

### Intercommunalité
Fin 2001, Saint-Julien-d'Eymet intègre dès sa création la communauté de communes Val et Coteaux d'Eymet. Celle-ci est dissoute au 31 décembre 2013 et remplacée au 1er janvier 2014 par la communauté de communes des Portes Sud Périgord.

### Administration municipale
La population de la commune étant comprise entre 100 et 499 habitants au recensement de 2011, onze conseillers municipaux ont été élus en 2014,. Ceux-ci sont membres d'office du  conseil municipal de la commune nouvelle de Saint-Julien-Innocence-Eulalie, jusqu'au renouvellement des conseils municipaux français de 2020.

### Liste des maires

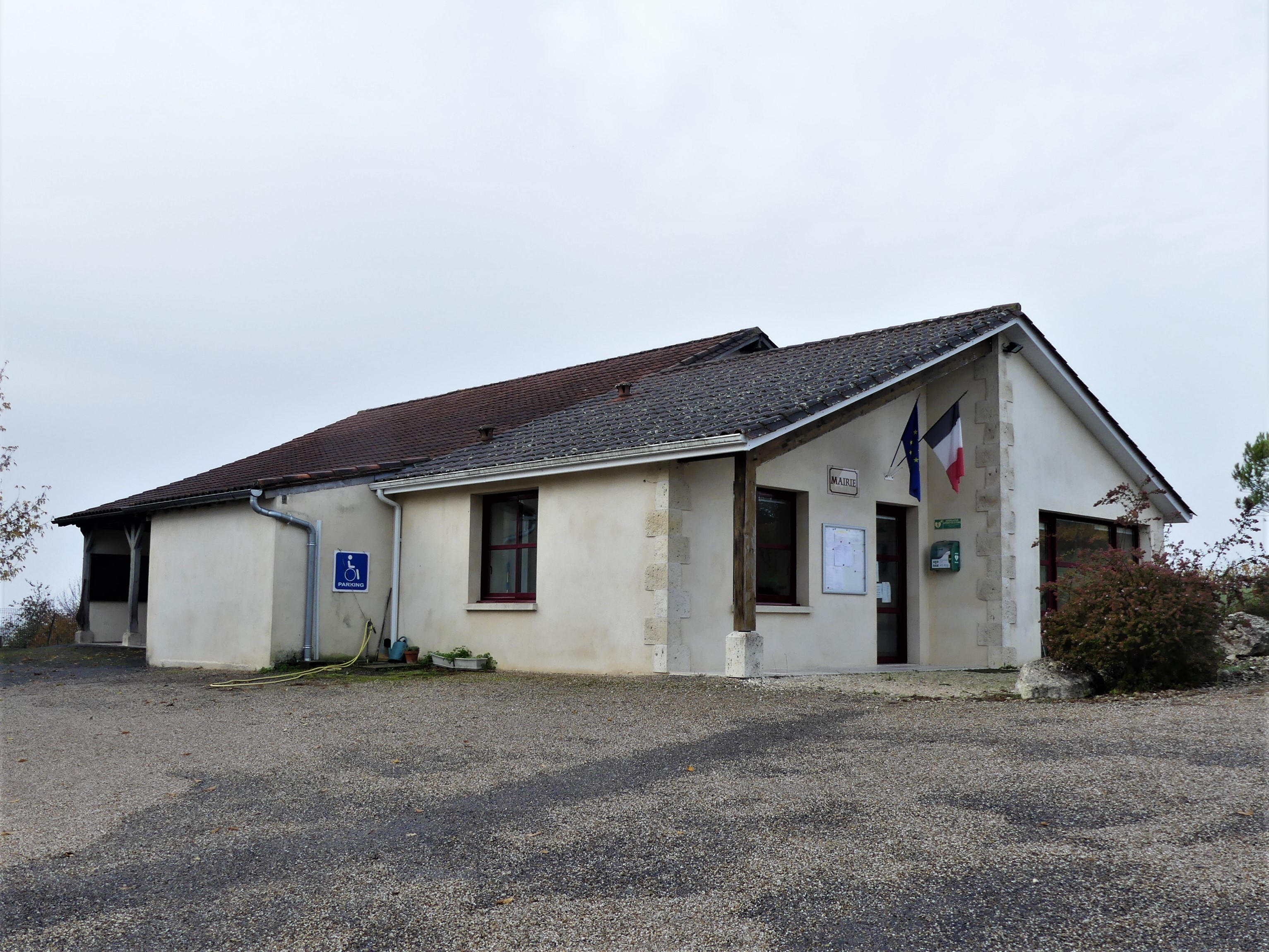
La mairie en 2018.

| Période                                  | Période       | Identité             | Étiquette | Qualité                      |
| ---------------------------------------- | ------------- | -------------------- | --------- | ---------------------------- |
| Les données manquantes sont à compléter. |               |                      |           |                              |
|                                          |               |                      |           |                              |
| 1793                                     | 1794          | Durand               |           |                              |
|                                          |               |                      |           |                              |
| 1798                                     | 1800          | Rocherys             |           | Agent municipal              |
| 1800                                     | 1804          | Rocherys             |           |                              |
| 1804                                     | 1808          | Hugues Durand        |           |                              |
| 1808                                     | 1830          | Delile de Reynaud    |           |                              |
| 1830                                     | 1831          | Goubie               |           |                              |
| 1831                                     | 1840          | Raynaud              |           |                              |
| 1840                                     | 1847          | Jean Bois            |           |                              |
| 1847                                     | 1848          | Jean Grenier         |           |                              |
| 1848                                     | 1865          | Jean Bois            |           |                              |
| 1865                                     | 1870          | Pierre Durand        |           |                              |
| 1870                                     | 1874          | Étienne Guilhem      |           |                              |
| 1874                                     | 1877          | François Durand      |           |                              |
| 1877                                     | 1896          | Étienne Guilhem      |           |                              |
| 1896                                     | 1904          | Pierre Bonmartin     |           |                              |
| 1904                                     | 1925          | Jean Bordes          |           |                              |
| 1925                                     | 1935          | Jean Guilhem         |           |                              |
| 1935                                     | 1937          | Henri Rouhet         |           |                              |
| 1937                                     | 1959          | Joseph Theulet       |           |                              |
| 1959                                     | 1973          | Georges Prouillac    |           |                              |
| 1973                                     | mars 2001     | René Guy Fonmarty    |           |                              |
| mars 2001                                | décembre 2018 | Jean-Maurice Bourdil | SE        | Exploitant agricole retraité |

### Instances judiciaires
Dans les domaines judiciaire et administratif, Saint-Julien-d'Eymet relève : 
- du tribunal d'instance, du tribunal de grande instance, du tribunal pour enfants, du conseil de prud'hommes, du tribunal de commerce et du tribunal paritaire des baux ruraux de Bergerac ;
- de la cour d'assises et du tribunal des affaires de Sécurité sociale de la Dordogne ;
- de la cour d'appel, du tribunal administratif et de la cour administrative d'appel de Bordeaux.

## Population et société

### Démographie
Les habitants de Saint-Julien-d'Eymet se nomment les Saint-Juliénois.
En 2018, dernière année en tant que commune indépendante, Saint-Julien-d'Eymet comptait 121 habitants. À partir du XXIe siècle, les recensements des communes de moins de 10 000 habitants ont lieu tous les cinq ans (2008, 2013, 2018 pour Saint-Julien-d'Eymet). Depuis 2006, les autres dates correspondent à des estimations légales.
Au 1er janvier 2022, la commune déléguée de Saint-Julien-d'Eymet compte 115 habitants.
| 1793 | 1800 | 1806 | 1821 | 1831 | 1836 | 1841 | 1846 | 1851 |
| ---- | ---- | ---- | ---- | ---- | ---- | ---- | ---- | ---- |
| 354  | 230  | 293  | 288  | 280  | 248  | 265  | 254  | 279  |

| 1856 | 1861 | 1866 | 1872 | 1876 | 1881 | 1886 | 1891 | 1896 |
| ---- | ---- | ---- | ---- | ---- | ---- | ---- | ---- | ---- |
| 263  | 248  | 237  | 233  | 239  | 223  | 160  | 172  | 180  |

| 1901 | 1906 | 1911 | 1921 | 1926 | 1931 | 1936 | 1946 | 1954 |
| ---- | ---- | ---- | ---- | ---- | ---- | ---- | ---- | ---- |
| 183  | 174  | 157  | 148  | 142  | 139  | 148  | 147  | 149  |

| 1962 | 1968 | 1975 | 1982 | 1990 | 1999 | 2006 | 2008 | 2013 |
| ---- | ---- | ---- | ---- | ---- | ---- | ---- | ---- | ---- |
| 152  | 84   | 93   | 96   | 101  | 97   | 109  | 113  | 106  |

| 2018 | - | - | - | - | - | - | - | - |
| ---- | - | - | - | - | - | - | - | - |
| 121  | - | - | - | - | - | - | - | - |

### Enseignement
En 2018, Saint-Julien-d'Eymet n'a plus d'école. Les élèves se rendent à Singleyrac ou Bergerac.

## Économie

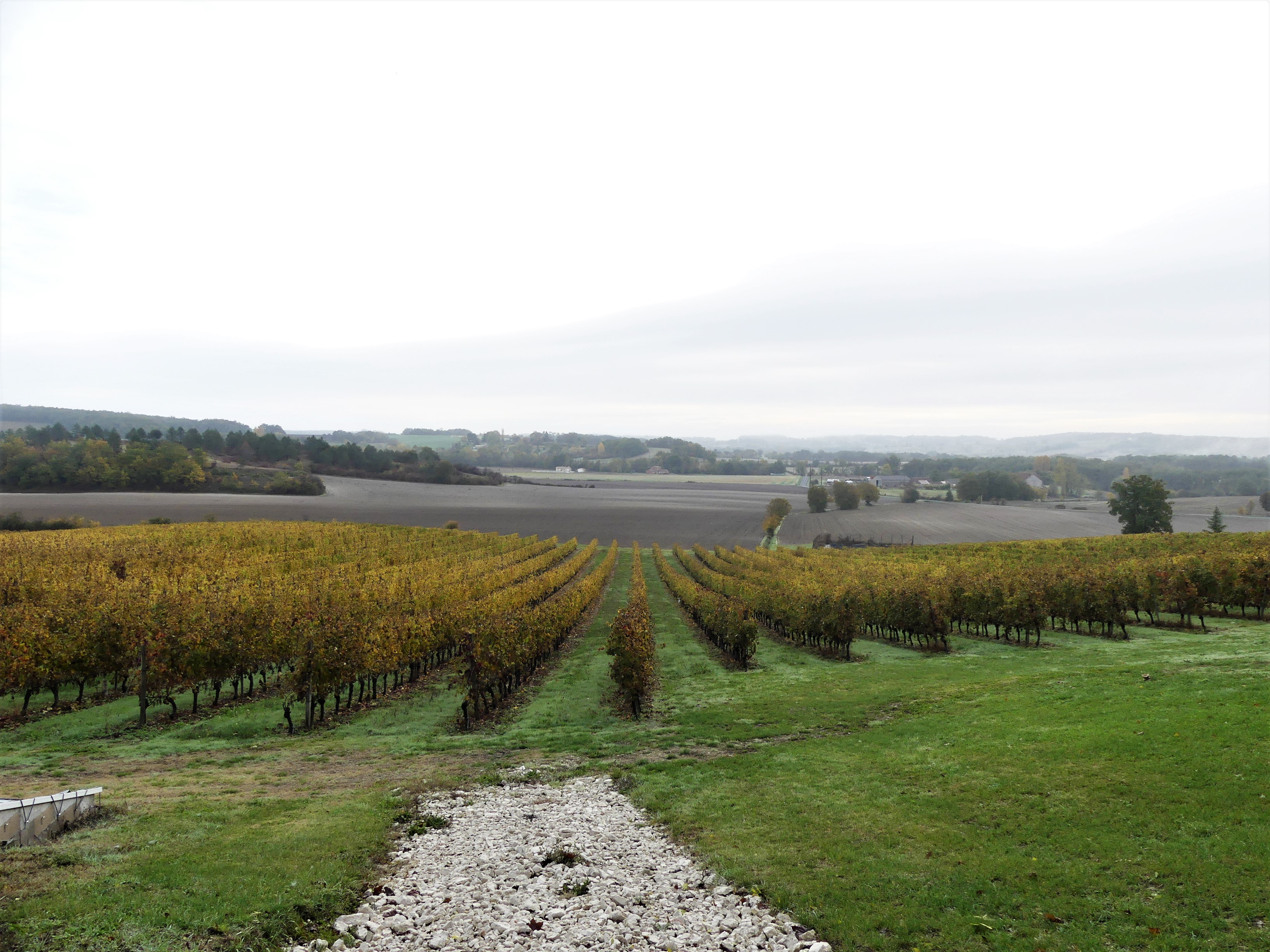
Vignes à l'est du bourg.

Les données économiques de Saint-Julien-d'Eymet sont incluses dans celles de la commune nouvelle de Saint-Julien-Innocence-Eulalie.

## Culture locale et patrimoine

### Lieux et monuments
- Église Saint-Julien[19].
- Manoir de Font-Juliane du XVIIIe siècle[20].

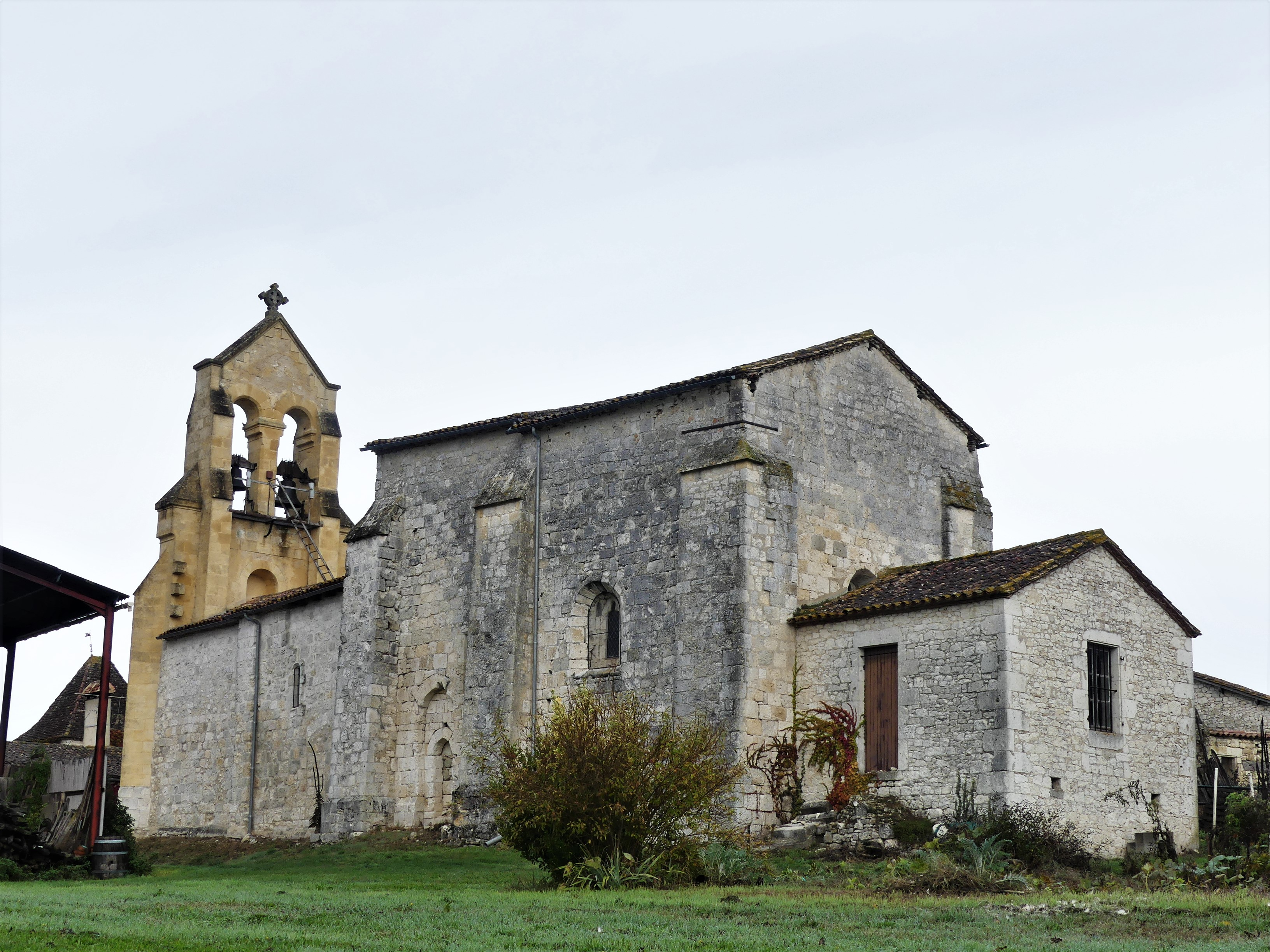
L'église Saint-Julien.
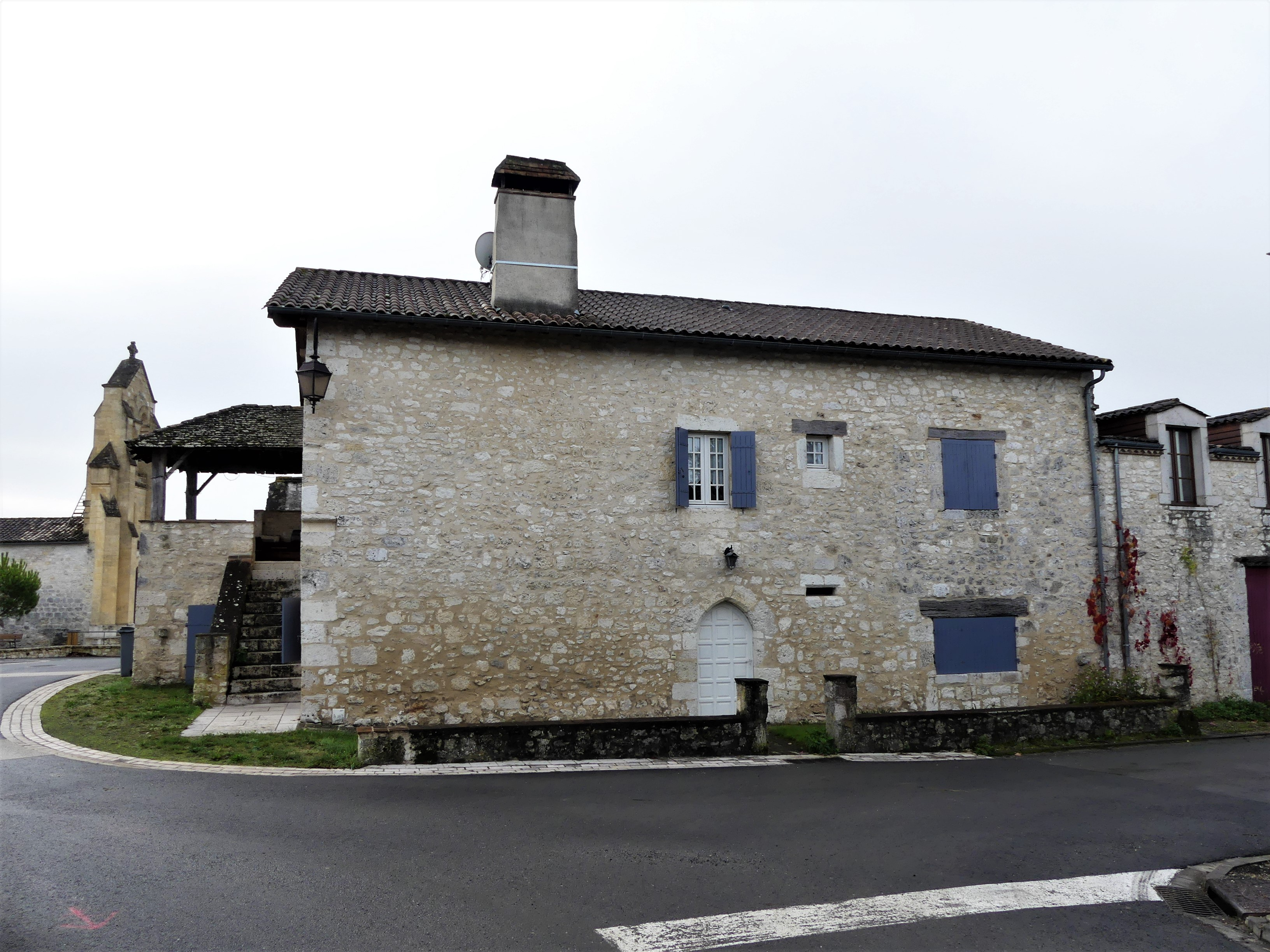
Maison dans le bourg.
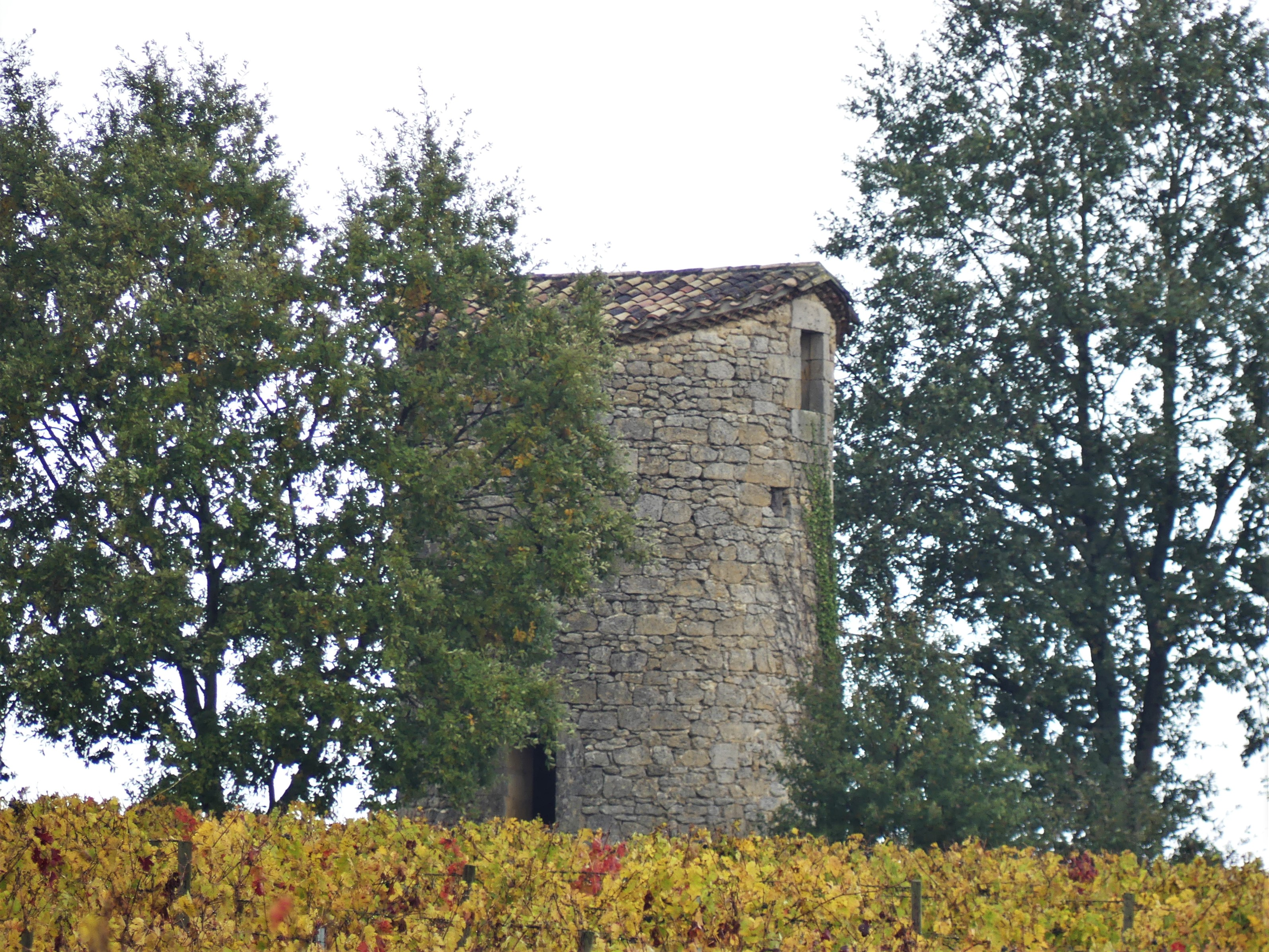
Ancien moulin à vent.
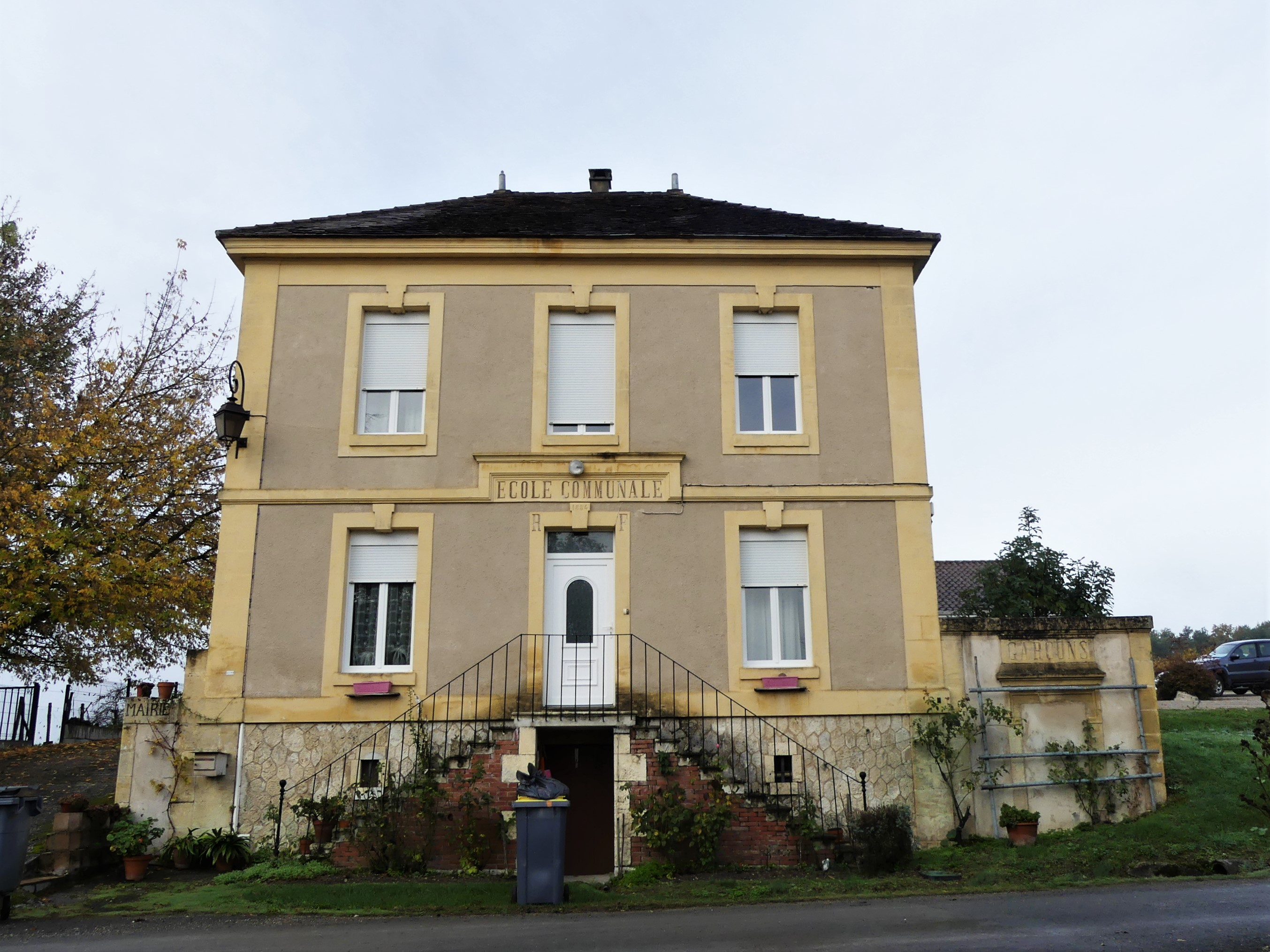
L'ancienne école communale.

### Patrimoine naturel
Au sud-est du territoire communal, au sud du lieu-dit le Mazagot, la friche calcaire de la Rochette, partagée avec la commune de Singleyrac, fait partie d'une zone naturelle d'intérêt écologique, faunistique et floristique (ZNIEFF) de type I pour plusieurs espèces de plantes dont la laitue vivace (Lactuca perennis), considérée comme espèce déterminante,.